# 佩珀敦 (印第安納州)
佩珀敦（英語：Peppertown）是位於美國印地安納州富蘭克林縣的一個非建制地區。該地的面積和人口皆未知。